# Błażej Karczewski
Błażej Karczewski (ur. 15 sierpnia 1937 w Białymstoku, zm. 25 stycznia 2003) – polski piłkarz, bramkarz.

## Kariera
W latach 1950-1957 występował w Gwardii Białystok. Następnie przez 10 lat grał w Wiśle Kraków rozgrywając 83 oficjalne spotkania. Z Wisłą w 1967 zdobył Puchar Polski. Bronił w drugiej połowie i w dogrywce finałowego meczu z Rakowem Częstochowa - było to zarazem jego pożegnanie z Wisłą.
W sezonie 1966/1967 zagrał w dwóch domowych meczach w Pucharze Intertoto UEFA z Interem Bratysława (3ː2) i 1. FC Kaiserslautern (1ː2).

## Sukcesy

### Klubowe

#### Wisła Kraków
- Mistrzostwo II ligiː 1964/1965
- Wicemistrzostwo Polskiː 1965/1966
- Puchar Polskiː 1966/1967